# Pierpaolo dalle Masegne

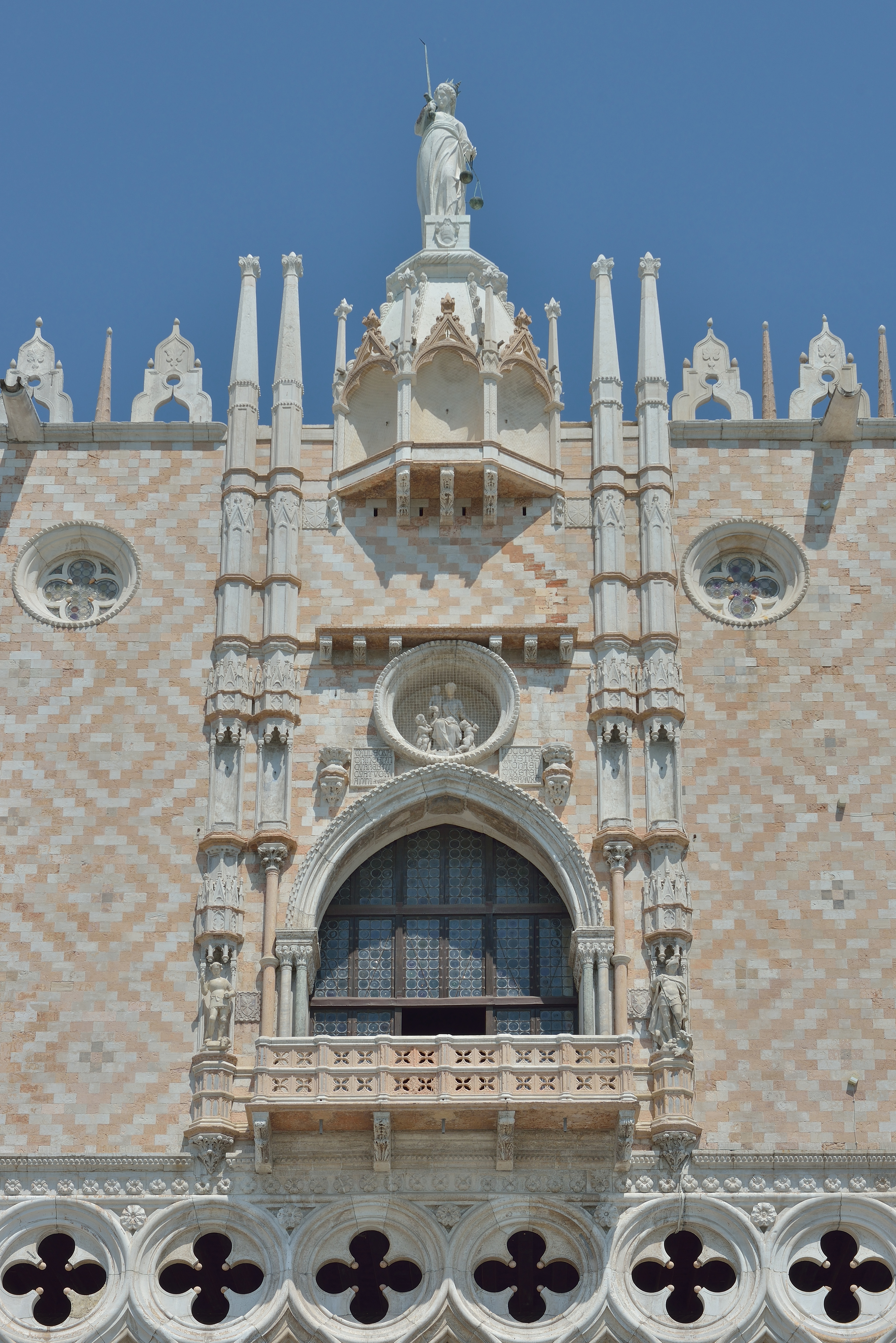
Finestra verso il molo della sala del Maggior Consiglio del palazzo ducale a Venezia, anno 1400

Pierpaolo dalle Masegne (Venezia, XIV secolo – XV secolo) è stato uno scultore e architetto italiano.

## Biografia
Fratello dello scultore Iacobello dalle Masegne, segue uno stile che richiama fortemente le decorazioni gotiche. Nel 1368 è documentata la presenza di Pierpaolo ad Udine per la costruzione della locale cattedrale. 
Entrambi firmarono la tomba di Giovanni da Legnano (1383-1386), oggi smembrata e custodita nel Museo civico medievale di Bologna.  
I due fratelli realizzano insieme fra il 1388 e il 1392 l'altare della Chiesa di San Francesco a Bologna e l'iconostasi nella Basilica di San Marco a Venezia. In quest'ultima opera sono attribuite a Pierpaolo le sculture delle parti laterali. Sono loro attribuiti dalla critica i due tabernacoli di San Marco a Venezia, eseguiti intorno al 1388, e il Sant'Antonio del J. B. Speed Art Museum di Louisville nel Kentucky.
Nel 1400 Pierpaolo aiutò Iacobello nella realizzazione delle facciate della Cattedrale di San Pietro a Mantova, opera andata distrutta (riprodotta in un dipinto di Domenico Morone oggi conservato presso il Palazzo Ducale). 

Sempre a Mantova realizzò la tomba di Margherita Malatesta, moglie di Francesco I Gonzaga.
A Vicenza in San Lorenzo realizza l'Arca di Bartolomeo da Porto nella cappella absidale sinistra.
Sempre nel 1400 gli fu affidata la decorazione di una finestra della Sala del Maggior Consiglio nel Palazzo Ducale a Venezia.

## Galleria d'immagini

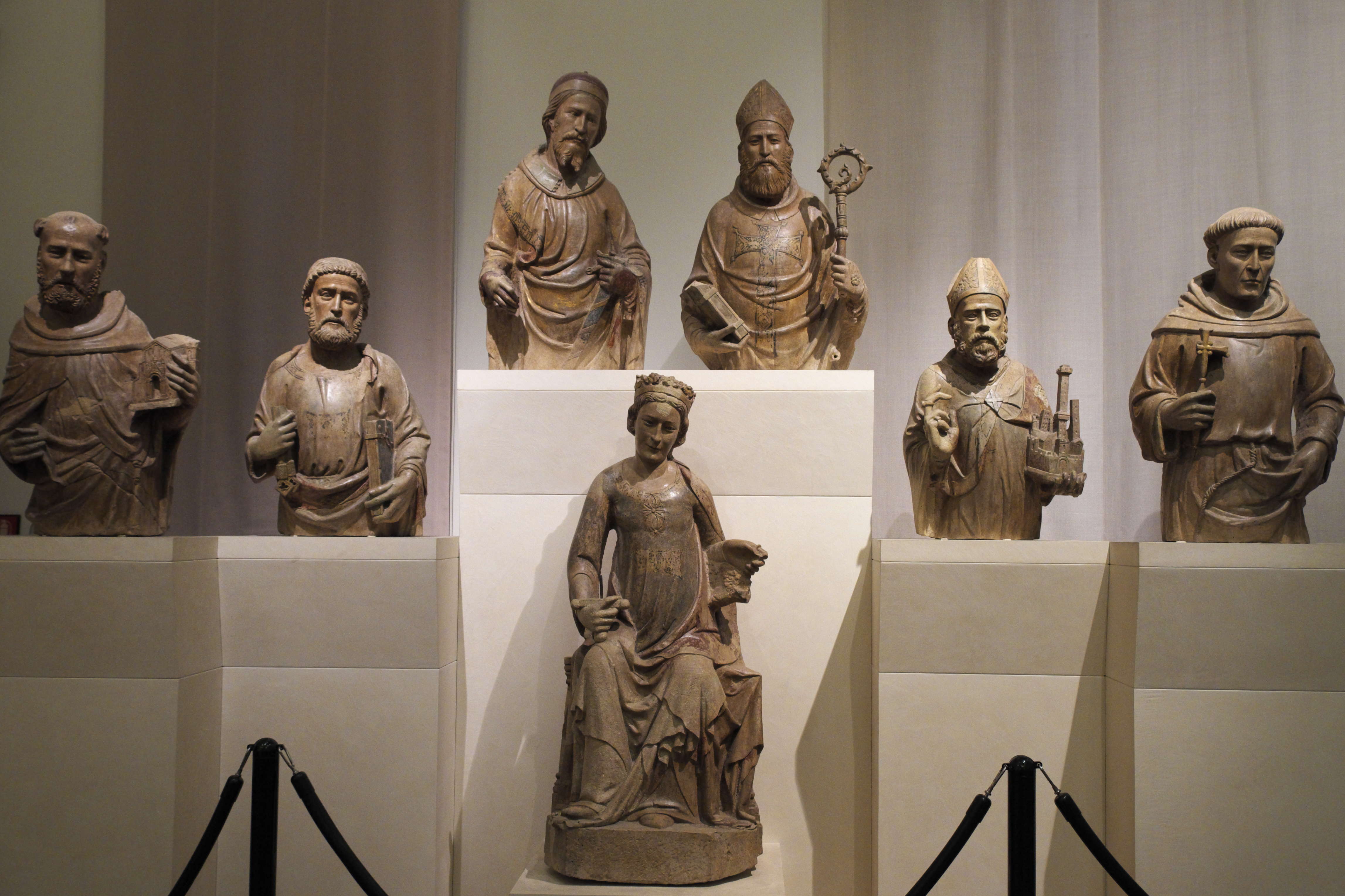
Gruppo della Giustizia e dei santi patroni della città, dal Palazzo della Mercanzia, ora al Museo civico medievale di Bologna
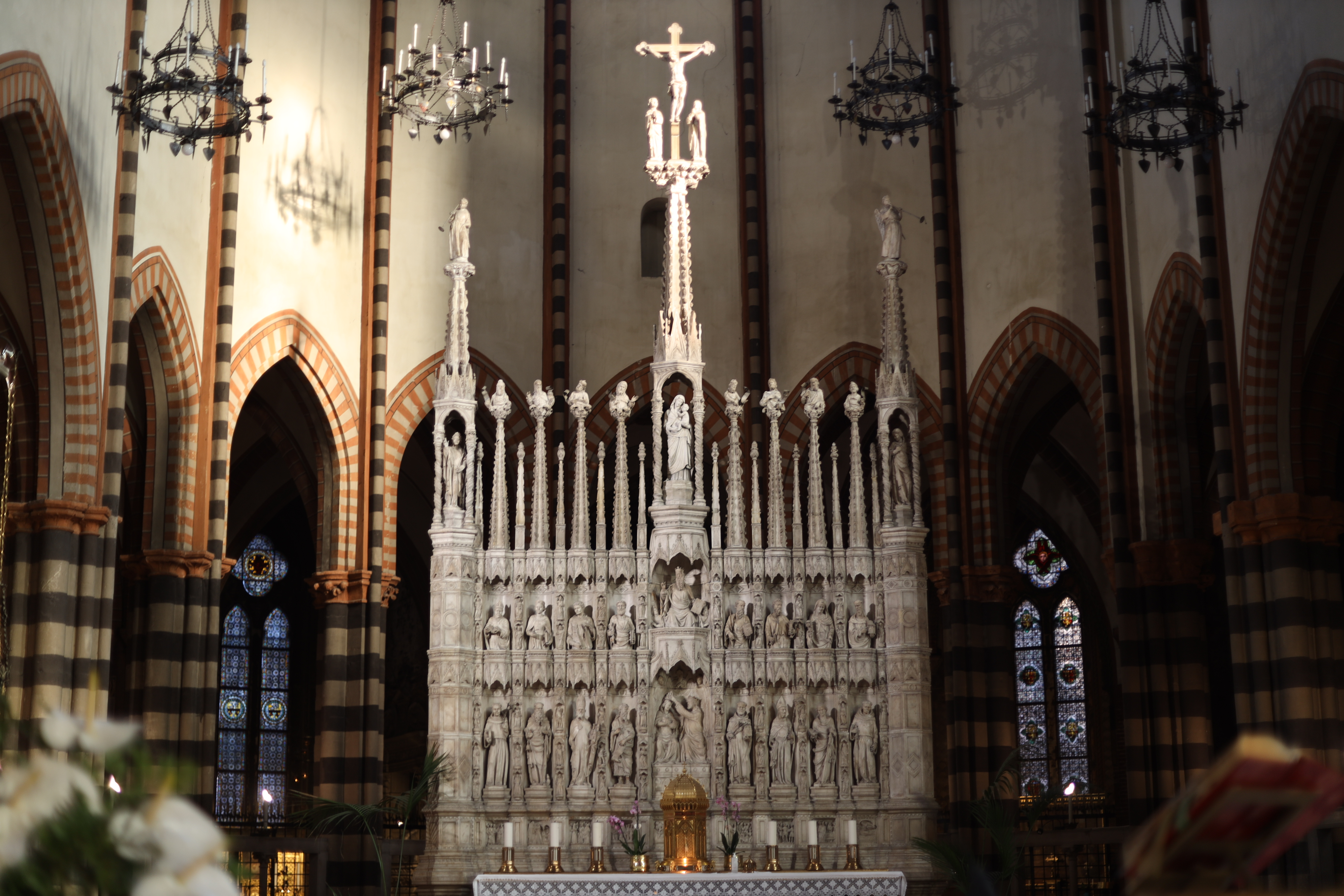
Ancona della basilica di San Francesco, Bologna
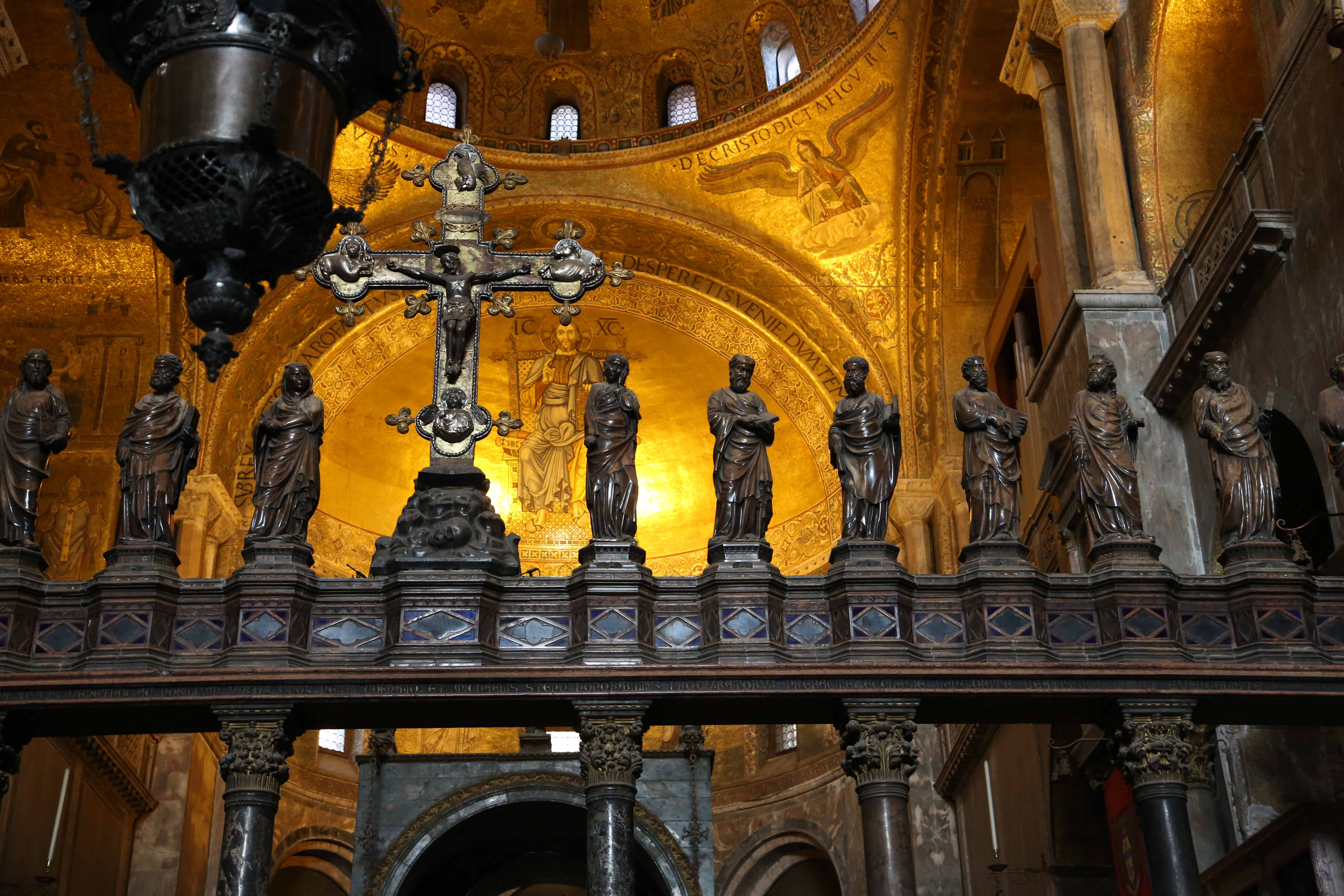
Iconostasi Basilica di San Marco Venezia
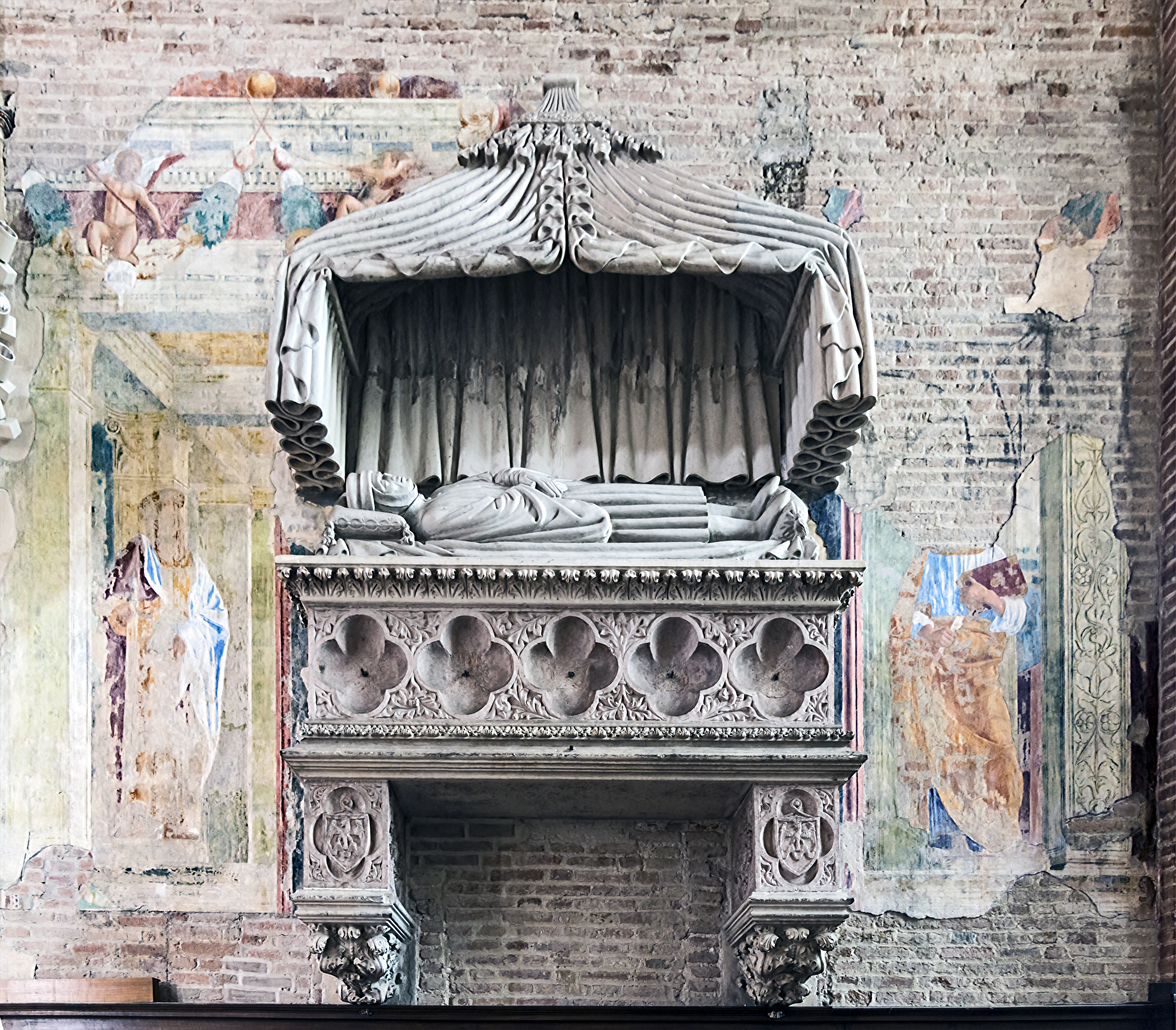
Arca di Bartolomeo da Porto Chiesa di San Lorenzo Vicenza
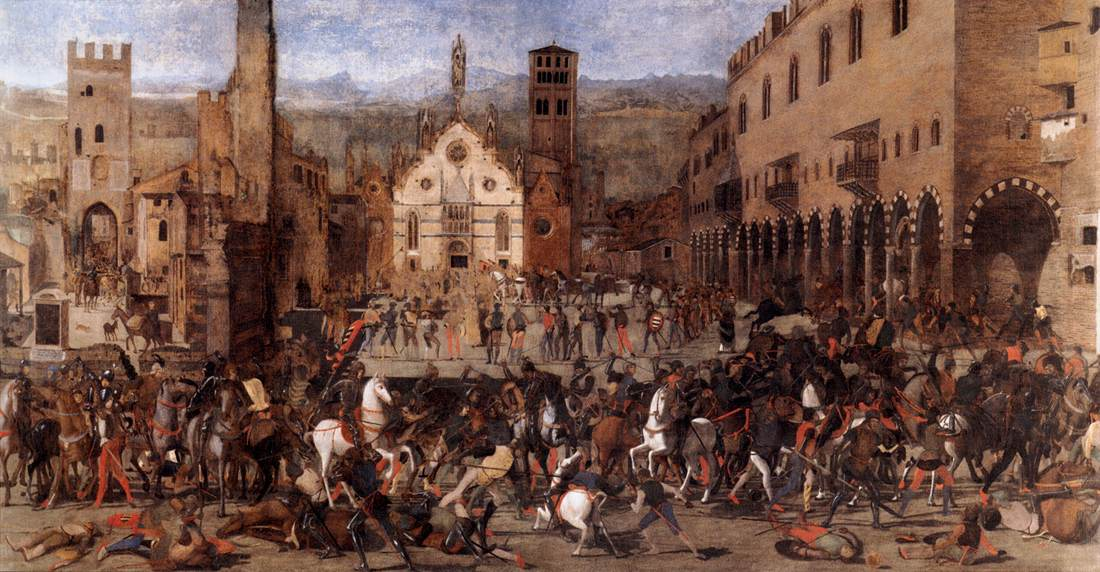
Domenico Morone La cacciata dei Bonacolsi (1494) Mantova, Palazzo Ducale